# Ipiranga (torrente)
L'Ipiranga è un corso d'acqua, affluente di sinistra del Rio Tamanduateí, che scorre attraverso la Regione Metropolitana di San Paolo, in Brasile. È importante nella storia brasiliana poiché lungo le sue rive il 7 settembre 1822 il principe Pedro vi lanciò il cosiddetto Grito do Ipiranga (Urlo dell'Ipiranga) con il quale annunciava l'inizio della lotta per l'indipendenza del Brasile dal Regno Unito di Portogallo, Brasile e Algarves.
Il torrente Ipiranga è menzionato anche nella prima strofa dell'inno nazionale del Brasile.

## Etimologia
Il suo nome deriva dal tupi y (fiume) e piranga (rosso).

## Percorso
La sorgente dell'Ipiranga si trova nel Giardino Botanico di San Paolo, a sud-est della città. Sfocia in sinistra orografica del Rio Tamanduateí dopo solo 9 km.